# Nicolas Florine
Nicolas Florine (Nikolay Florin) (1891-1972) fue un pionero del helicóptero en Bélgica.

## Biografía
Nicolas Florine, de origen ucraniano nació el 1 de agosto de 1891 en Batumi, Georgia. Cursó estudios de Matemáticas en la Universidad de Leningrado, ciudad a donde sus padres habían emigrado a principios del siglo XX. Realiza el servicio militar en 1914. Tras la revolución bolchevique de 1917, Florine se refugia en Alemania y posteriormente regresa a la Unión Soviética. Su familia pertenecía a la burguesía que era detestada por los comunistas por lo que tendría que huir hacia Finlandia de forma rocambolesca para recalar en 1920 en Bélgica, el único país que aceptó su solicitud de asilo.
Trabajó en la Administración Aeronáutica, situada en los edificios del Hôtel des Monnaies en Saint-Gilles. En 1926 se encarga de crear el Centre d'Aérodynamisme cuyo primer director fue el profesor Émile Allard y que se ubicó en Rhodes-Saint-Genèse, en la periferia de Bruselas.
A partir de 1927, la SNETA - Société Nationale pour l'Etude des Transports Aériens (Sociedad Nacional para el Estudio de los Transportes Aéreos) financia los trabajos relativos a las alas giratorias. Nicolas Florine construye un helicóptero con dos rotores en tándem que giran en el mismo sentido. Para equilibrar los pares de reacción, inclina los ejes de giro de los rotores 10º el uno en relación con el otro. Tras la construcción de distintos modelos a escala, uno de los cuales de 36 kg de peso consigue elevarse en varias ocasiones, construye un primer aparato (el Type I) capaz de transportar un piloto, propulsado por un motor Hispano-Suiza de 180 CV y refrigerado por agua.
El propio Florine proporciona la siguiente descripción:
«El eje del motor es horizontal y en el lugar del centro de la hélice hay montado un acoplamiento mediante cardán que une el motor al embrague. Este último es de fricción sobre discos múltiples y muelles. Un primer renvoi d'angle de engranajes cónicos y un árbol vertical sigue al embrague. En el extremo superior del árbol vertical se fija una hélice para refrigeración, enviando aire sobre el radiador de agua dispuesto justo debajo de ésta. A la misma altura que el radiador hay un segundo renvoi d'angle también de engranajes cónicos que transmite la rotación del árbol vertical a los árboles de transmisión horizontales que se dirigen a los centros de las hélices».
Este aparato, tras haber sido terminado a finales de 1929, resultó parcialmente destruido en 1930 como consecuencia de la rotura de la transmisión mecánica.
Un segundo aparato, más ligero y bautizado como Type II fue equipado con un motor Renard de 240 CV y refrigerado por aire. El peso total era de 950 kg, un 60% menos del peso del fuselaje de madera del Type I. El fuselaje del Type II se construyó mediante tubos de acero soldados entre sí, el motor de eje vertical estaba situado en el centro del aparato. La aeronave estaba equipada con unas "patas de elefante" a modo de tren de aterrizaje, fabricadas en una aleación de magnesio.
Los vuelos comenzaron el 12 de abril de 1933 y el 25 de octubre del mismo año, en las proximidades de la Forêt de Hêtres en Soignes el aparato pilotado por Robert Collin, ingeniero del Servicio Técnico Aeronáutico belga batió oficiosamente, el récord de duración que hasta entonces poseía Ascanio, con 9 min y 58 s .
Unos meses más tarde, el equipo intenta superar el récord de altitud de 18 m conseguido por un aparato Ascanio. Durante la tentativa, una de las dos transmisiones se desliza, desequilibrando al aparato que termina estrellándose. Muy bien protegido, Robert Collin resulta afortunadamente ileso.
Se construyó entonces un tercer aparato. El fuselaje es aligerado mientras que los dos motores Salmson de 60 CV son colocados en ambos extremos del fuselaje.
Tras los éxitos obtenidos por el Focke 61 el equipo pierde sus patrocinadores. Robert Collin se trasladaría en 1938 al Congo Belga para trabajar como ingeniero civil hasta su jubilación en 1967. Florine mientras tanto, consiguió la nacionalidad belga y trabajó como funcionario en un ministerio hasta la edad de 65 años, falleciendo en 1972.
Nicolas Florine también es conocido por haber ideado un sistema de tres objetivos acoplados a tres filtros que permiten la superposición de imágenes coloreadas. Estos descubrimientos serían desarrollados en los años treinta para la proyección de películas "en relieve", es decir, con efecto 3D o tres dimensiones.